# 닉테우스
닉테우스(그리스어: Νυκτεύς)는 그리스 신화에 등장하는 테베의 왕이다. 폴리도로스가 죽은 뒤 즉위하였다. 그리고 그의 형제 리코스가 왕위를 계승하였다.

## 가계
닉테우스는 리코스의 형제로 스파르타의 크토니오스 또는 요정 클로니아와 포세이돈과 아틀란티드 알키오네의 아들 히레리오스의 아들 또는 포세이돈과 켈라에노의 아들이었다. 두 형제는 에우보이아에서 달아났는데 그들이 플레기아스 왕을 살해한 후였으며 히리아에서 정착하였다고 다시 테베로 이사하였는데 그들이 펜테우스와 친구였기 때문이다.

## 테베의 섭정
닉테우스는 두 딸 폴릭소, 닉테이스와 안티오페가 있었다. 닉테이스는 폴리도로스와 결혼하였는데 그는 펜테우스의 후계자가 되었다. 그리고 그들의 아들은 랍다코스였다. 그러나 펜테우스와 폴리도로스는 직후에 죽었다. 그리고 닉테우스는 랍다쿠스의 섭정이 되었다. 안티오페가 제우스에 의해 임신하고 달아나 시키온의 포페우스 왕과 결혼한 후에 닉테우스는 수치심으로 자살하였다고 아폴로도로스는 기록하였다. 파우사니아스는 그러나 닉테우스가 에포페우스에 대항하여 테베를 이끌었지만 부상당하고 테베로 후송되었다고 말한다. 그곳에서 리코스에게 전투를 계속할 것을 요구한 후에 죽었다. 리코스는 테베의 섭정으로 그를 계승하였다.